# 阿龙·克兰施米特
阿龙·克兰施米特（英語：Aaron Kleinschmidt，1989年10月1日—），生于昆士兰州，澳大利亚男子曲棍球运动员。他曾代表澳大利亚国家队参加2018年英联邦运动会曲棍球比赛，获得一枚金牌。